# توینی گوستافسون
توینی گوستافسون (انگلیسی: Toini Gustafsson؛ زادهٔ ۱۷ ژانویهٔ ۱۹۳۸) اسکی‌باز صحرانوردی اهل سوئد بود.